# قلعه‌جیک (گوله)
قلعه‌جیک (به ترکی استانبولی: Kalecik) یک منطقهٔ مسکونی در ترکیه است که در گوله (شهر) واقع شده‌است.